# Eunapius sinensis
Eunapius sinensis är en svampdjursart som först beskrevs av Annandale 1910.  Eunapius sinensis ingår i släktet Eunapius och familjen Spongillidae. Inga underarter finns listade i Catalogue of Life.